# Fábrica de Chá do Porto Formoso

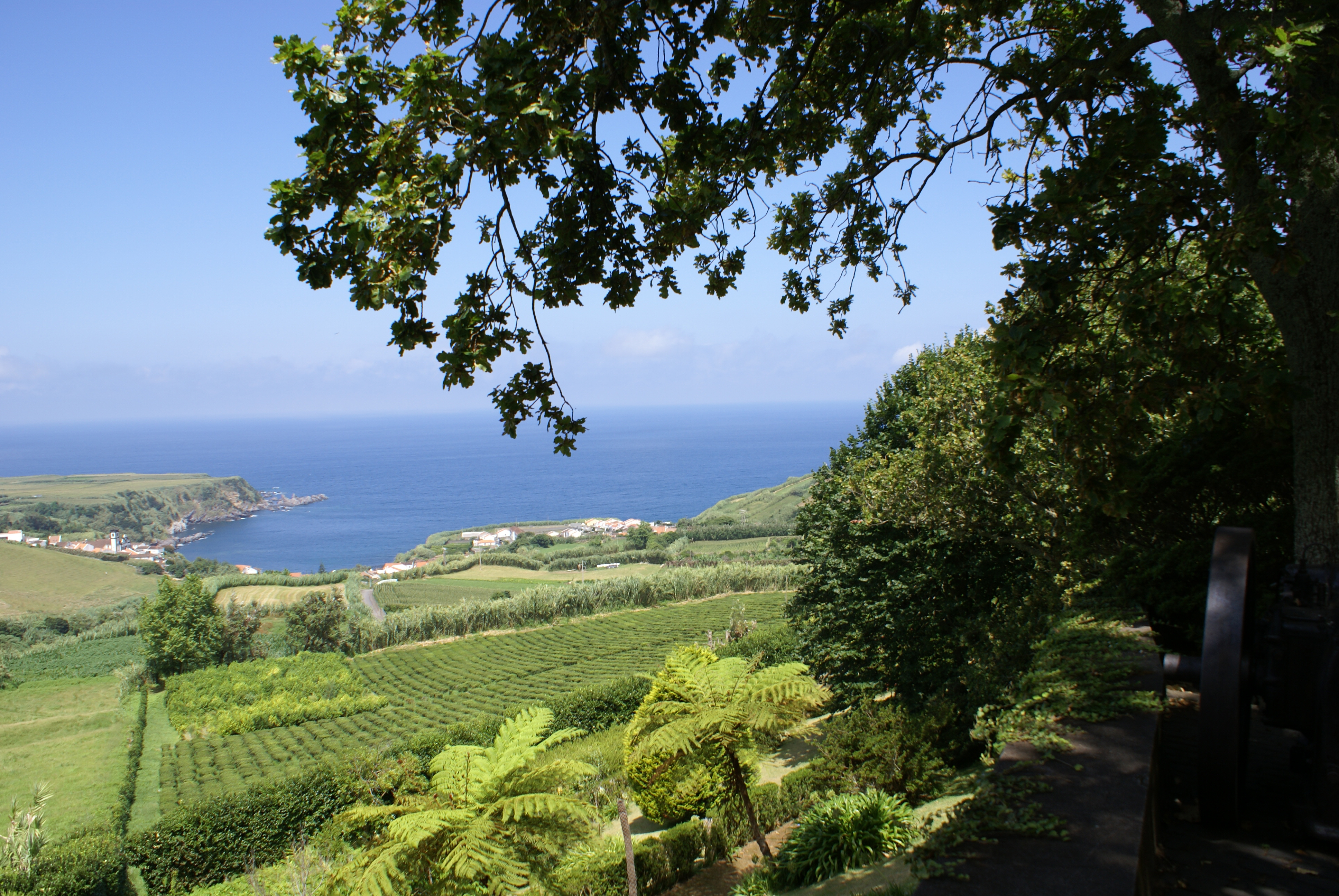
Fabrica de Chá do Porto Formoso: plantação.

A Fábrica de Chá Porto Formoso localiza-se na freguesia de Porto Formoso, concelho da Ribeira Grande, na costa norte da ilha de São Miguel, nos Açores.
Juntamente com a Fábrica de Chá Gorreana são as únicas do seu género na Europa a processar as folhas da "Camellia sinensis" para produção de chá.

## História
Foi fundada por Amâncio Machado Faria e Maia na década de 1920, tendo operado até à década de 1980, produzindo chá não apenas para o mercado nacional, mas também para exportação.
Em 1998 deu-se inicio à recuperação das suas instalações, atualmente associadas a uma componente museológica, como forma de compensar a sua pequena produção, limitada pelas características insulares. Desse modo, o visitante pode desfrutar de visitas guiadas às suas instalações, dentro do horário de funcionamento da fábrica.
A visita acompanha as diferentes fases da produção dos chás, iniciando-se pelo laboratório onde é feito o controlo da qualidade. Ao fim do percurso, é servido um chá numa sala recuperada segundo inspiração das cozinhas tradicionais da ilha de São Miguel, ou numa esplanada de onde se descortina ampla vista sobre as várias plantações de chá e a freguesia de Porto Formoso.
Todos os anos, na Primavera, na altura da apanha da folha para chá, aqui é recriada uma apanha das folhas com trajes típicos do século XIX.

## Processo de produção do chá
O processo de produção de chá é regido por processos bastante antigos e rígidos, em que se pode dizer que a delicadeza para com a planta é a principal preocupação.
O período da apanha das folhas acontece por um espaço temporal que se estende entre os meses de Abril e Setembro, e isto para que seja numa época estival em que pelo facto de chover menos, também a planta cresce menos, o que confere ao chá uma melhor qualidade, tanto a nível da paladar como de taninos.
Após a apanha inicia-se um processo de transformação da folha, que passar pelo murchamento, a enrolagem, a oxidação e a secagem. Após concluído esse processo é que se inicia a selecção.
Desta selecção resultam três tipos de chá, conforme a qualidade das folhas que lhes deu origem. O chá tido por mais perfeito e forte é o denominado "Orange Pekoe", sendo obtido apenas do botão e da primeira folha do rebento. Essa denominação foi uma homenagem aos príncipes Neerlandeses da Casa de Orange, os primeiros no continente europeu a comercializar o chá. O segundo termo refere-se ao da língua chinesa que significa "jovem".
A variedade denominada "Broken Leaf", é mais suave, sendo a mais adequada a quem pretende evitar estimulantes. A sua denominação resulta do fato de ser composto por pedaços das diferentes folhas.